# Nypytagoreism
Nypytagoreism var en filosofisk skola som i början av sista århundradet före Kristus förnyade pytagoreismen.
Liksom tiden övriga filosofi är den eklektisk, och skiljer sig i två huvudriktningar, allteftersom den platonska dualismsmen eller den stoiska monismen har övervikten. För den förra riktningen är gudomen trancendent, i den senare immanent. Talspekulation, mantik och mystik, askes och själavandringslära är utmärkande för skolan. Hit räknas Nigidius Figulus, Apollonios från Tyana, Nikomakos och Numenios från Apamea, en föregångare till nyplatonismen.